# Cyprus Telecommunications Authority
Cyta, in der Mobilfunkbranche als Cytamobile und Cytamobile-Vodafone bekannt, ist der staatliche Telefonanbieter Zyperns. Das Unternehmen ist durch die strategisch wichtige Lage der Insel zwischen Europa, Nordafrika und dem Nahen Osten einer der bedeutendsten Anbieter von Kommunikationsinfrastruktur (Seekabel und Satellitenkommunikation) in der Region.
Die Cyprus Telecommunications Authority ist der führende Anbieter von integrierter Telekommunikation in der Republik Zypern.

## Geschichte

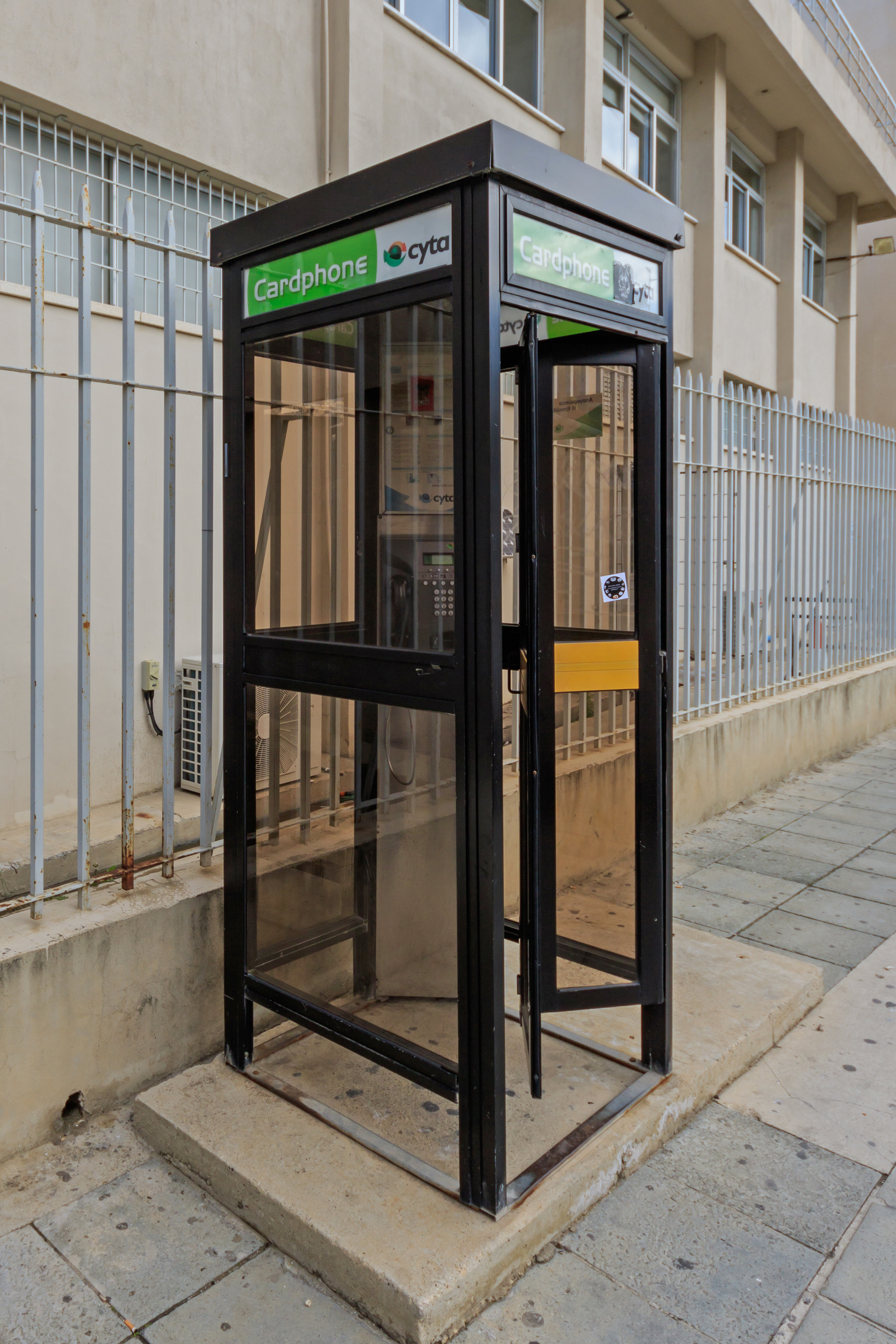
Eine CYTA-Telefonzelle in Larnaka

Ursprünglich wurde die Cyprus Inland Telecommunications Authority (CITA) 1955 gegründet und 1961 in Cyprus Telecommunications Authority (CYTA) umbenannt. CYTA ist heute Marktführer für die Festnetzkommunikation, Mobilfunk und Internet auf der Insel.
Cyta führte bereits 1988 einen mobilen Funkdienst ein, welcher heute unter dem Namen Cytamobile-Vodafone arbeitet. 2004 ging Cyta eine Kooperation mit dem britischen Vodafone ein. Seit 1995 wurde ein Internetdienst eingeführt und mittlerweile besteht flächendeckend DSL Access.

## Subunternehmen
CYTAglobal ist eine 100-prozentige Tochter von CYTA und bietet Satellitenkommunikation an. Die Firma betreibt ihr Satellite-Netzwerk parallel zu den Fiberglas-Unterseekabeln von CYTA, was sie als "reliable hybrid solution" anbietet.
Cytaglobal betreibt zwei Bodenstationen, welche Zypern mit den wichtigsten Telekommunikations-Satellitennetzwerken verbindet:
- Intelsat, wichtigstes Europäisches Kommunikationssatelliten-Netzwerk mit Sitz in Luxemburg. Sprach-, Datenübertragung, Internetanbindung und Fernsehübertragung. Satelliten senden auf C-Band- und Ku-Band-Frequenzen.
- Eutelsat (französisches Unternehmen mit u. a. Hot-Bird-TV-Satelliten).
- AsiaSat, US-Chinesische Betreiber.
- SES World Skies (Ausgründung von Intelsat mit Netzwerk über Nordamerika),
- INTERSPUTNIK, kommerziell ausgerichtete Betreiber von 12 Satelliten mit 41 Transpondern. Heute: Lockheed Martin Intersputnik (LMI) mit Sitz in London, das die gleichnamigen Satelliten baut und betreibt.
- Arabsat, geostationären Telekommunikationis-Satelliten der Arab Satellite Communications Organization, (Arabsat) in Riad. Arabsat wurde von den Mitgliedstaaten der Arabischen Liga 1976 gegründet.

Die 100-prozentige Cyta Tochter Iris bietet DVB Programme via Satellit an.

## Kooperation mit Nachrichtendiensten
Der staatlichen Telefonanbieter Cyprus Telecommunications Authority (CYTA) ist per Gesetz verpflichtet, mit den Britischen Diensten (und damit de facto auch mit den amerikanischen Diensten) zusammenzuarbeiten. Das ließ sich Großbritannien 1960, als Zypern unabhängig wurde, vertraglich zusichern. In Sektion 6 des Unabhängigkeitsvertrags verpflichtete sich der damals junge Staat, Großbritannien zu "konsultieren und zu kooperieren", wenn es um Fragen der inländischen Kommunikation geht.
Praktisch wird die Kommunikation vor allem der auf Zypern landenden Untersee-Telekommunikationskabel von der GHQC abgefangen. Drei Kabel verbinden Zypern und Griechenland, je zwei gehen nach Syrien und Israel. Auch das Kabel Sea-Me-We 3, eine der wichtigsten Verbindungen zwischen Europa und Südostasien, verläuft über Zypern und hat via CYTA Yeroskipos - Yeroskipos Submarine Cable Station eine Landanbindung auf Zypern.